# Plan de Salud Clinton de 1993
El plan de salud de Clinton fue un paquete de reforma de salud de 1993 propuesto por la administración del presidente Bill Clinton y estrechamente asociado con la presidenta del grupo de trabajo que diseñó el plan, la primera dama de los Estados Unidos, Hillary Clinton.
El presidente Clinton había basado su campaña en el cuidado de la salud en las elecciones presidenciales de 1992. El grupo de trabajo se creó en enero de 1993, pero sus propios procesos fueron algo controvertidos y suscitaron litigios. Su objetivo era elaborar un plan integral para brindar atención médica universal a todos los estadounidenses, que sería una piedra angular de la agenda del primer mandato de la administración. El presidente pronunció un importante discurso sobre atención médica ante el Congreso de los Estados Unidos en septiembre de 1993, durante el cual propuso un mandato obligatorio para que los empleadores brinden cobertura de seguro médico a todos sus trabajadores.
La oposición al plan fue fuerte por parte de conservadores, libertarios y la industria de aseguradoras de salud. La industria produjo un anuncio de televisión muy eficaz, " Harry y Louise", en un esfuerzo por congregar apoyo público contra el plan.
En lugar de alinearse detrás de la propuesta original, muchos demócratas ofrecieron una serie de planes propios para que compitieran con él. Hillary Clinton fue reclutada por la Administración Clinton para encabezar un nuevo Grupo de Trabajo y venderle el plan al pueblo estadounidense, lo que finalmente fracasó en medio del bombardeo de las industrias farmacéuticas y de seguros de salud, y disminuyó considerablemente su propia popularidad. El 26 de septiembre de 1994, el Líder de la Mayoría del Senado, George J. Mitchell, declaró muerto el proyecto de ley demócrata de consenso final.

## Disposiciones

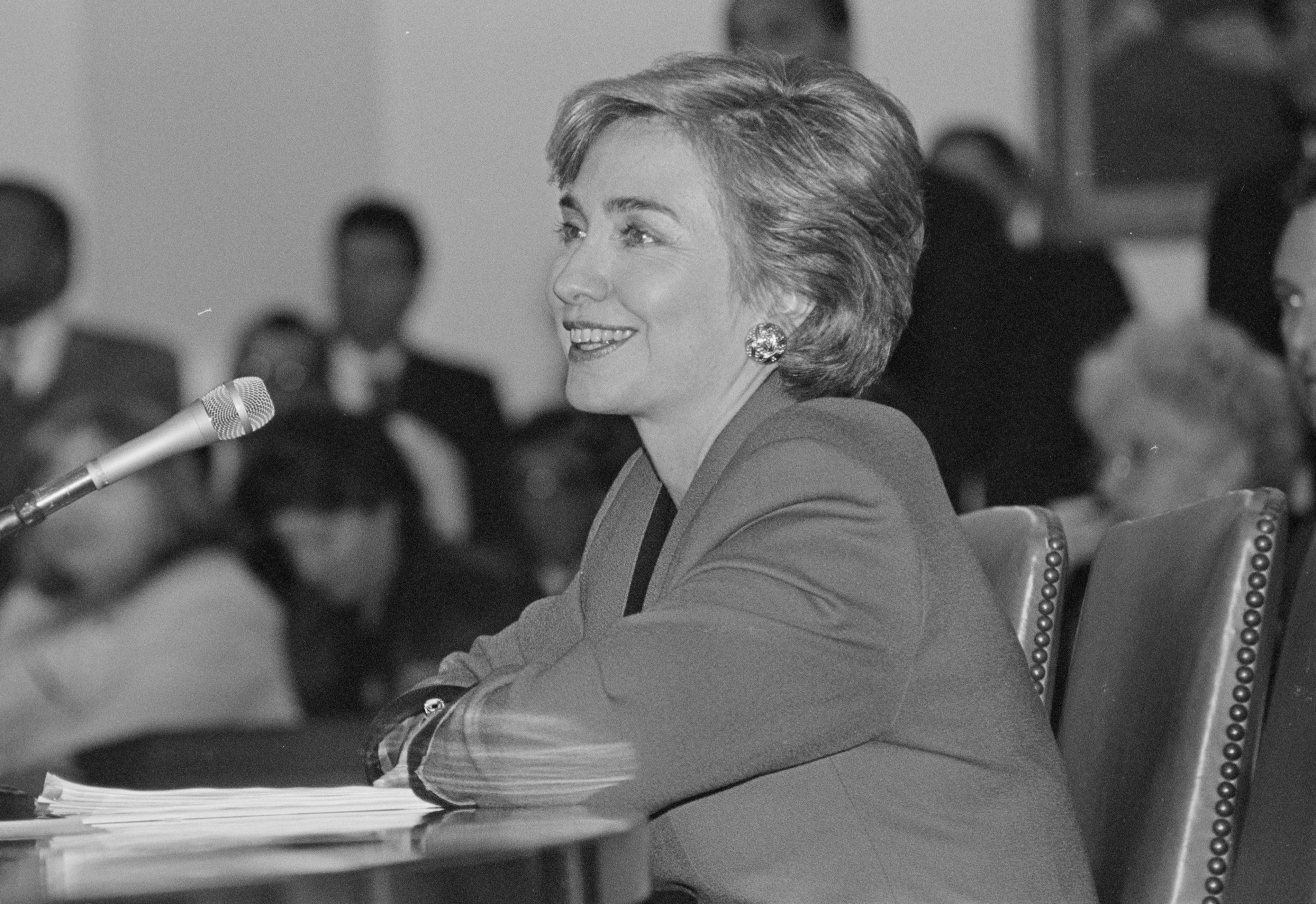
La primera dama Hillary Clinton en su presentación sobre salud en septiembre de 1993

Según un discurso pronunciado por el entonces presidente Bill Clinton en el Congreso el 22 de septiembre de 1993, el proyecto de ley propuesto proporcionaría una "tarjeta de seguridad de atención médica" a todos los ciudadanos que le daría derecho irrevocable a recibir tratamiento médico y servicios preventivos, incluyendo condiciones preexistentes.
Para lograr esto, el plan de salud de Clinton requería que cada ciudadano estadounidense y extranjero residente permanente se inscribiera en un plan de salud calificado por su cuenta o mediante programas que deben ser ofrecidos por empresas con más de 5,000 empleados a tiempo completo. Se proporcionarían subsidios a aquellos que eran demasiado pobres para pagar la cobertura, incluidos subsidios completos para aquellos por debajo de un nivel de ingresos establecido. Los usuarios elegirían los planes ofrecidos por las alianzas regionales de salud que establecería cada estado. Estas alianzas comprarían cobertura de seguro para los residentes del estado y podrían establecer tarifas para los médicos que cobran por procedimiento. La ley proporcionó fondos que se enviarán a los estados para la administración del plan, a partir de $ 14 mil millones en 1993 y alcanzando $ 38 mil millones en 2003.
El plan también especificó qué beneficios se deben ofrecer; una Junta Nacional de Salud para supervisar la calidad de los servicios de atención médica; formación médica mejorada; la creación de modelos de sistemas de información; financiación federal en caso de insolvencia de programas estatales; programas de salud rural; programas de atención a largo plazo; cobertura de abortos, con una "cláusula de conciencia" para eximir a los practicantes con objeciones religiosas; reforma antimonopolio y anti-negligencias; medidas de prevención del fraude; y un beneficio de medicamentos recetados para Medicare, entre otras características.

## Grupo de trabajo

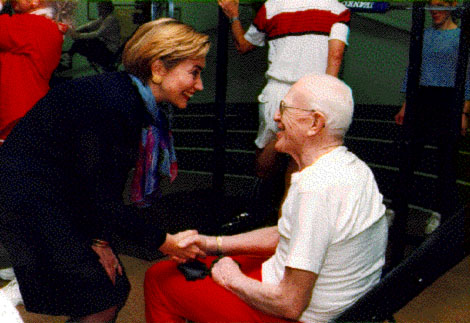
Bill Clinton hizo de la reforma del sistema de salud una de sus más altas prioridades; la primera dama Hillary Rodham Clinton presidió el Grupo de Trabajo sobre la Reforma Nacional de la Atención de Salud.

Una vez en el cargo, Bill Clinton estableció rápidamente el Grupo de Trabajo sobre la Reforma Nacional de la Atención Médica, encabezado por la primera dama Hillary Clinton, para elaborar un plan integral para brindar atención médica universal a todos los estadounidenses, que iba a ser una piedra angular de la agenda del primer mandato de la administración. Pronunció un importante discurso sobre el cuidado de la salud en una sesión conjunta del Congreso el 22 de septiembre de 1993 En ese discurso, explicó el problema:

Millones de estadounidenses están a un paso de perder su seguro médico y a una enfermedad grave de perder todos sus ahorros. Millones más están encerrados en los trabajos que tienen ahora solo porque ellos o alguien de su familia ha estado enfermo alguna vez y tienen lo que se llama condición preexistente. Y en un día cualquiera, más de 37 millones de estadounidenses, la mayoría de ellos trabajadores y sus hijos pequeños, no tienen seguro médico. Y a pesar de todo esto, nuestras facturas médicas están creciendo a más del doble de la tasa de inflación, y Estados Unidos gasta más de un tercio de sus ingresos en atención médica que cualquier otra nación del mundo.

Su papel principal en el proyecto no tenía precedentes para una esposa presidencial.  Esta inusual decisión del presidente de poner a su esposa a cargo del proyecto se ha atribuido a varios factores, como su deseo de enfatizar su compromiso personal con el proyecto.

## Críticas
Después de que el presidente Clinton anunció la formación del Grupo de Trabajo, los medios de comunicación comenzaron a criticar el secretismo que rodeaba sus deliberaciones, lo que eventualmente llevó a una divulgación pública de los nombres de los involucrados.
A partir del 28 de septiembre de 1993, Hillary Clinton compareció durante varios días para dar testimonio ante cinco comités de salud del Congreso.  Los opositores al proyecto de ley se organizaron en su contra antes de que fuera presentado al Congreso controlado por los demócratas el 20 de noviembre de 1993 El proyecto de ley era una propuesta compleja de más de 1.000 páginas, cuyo elemento central era un mandato obligatorio para que los empleadores proporcionaran cobertura de seguro médico a todos sus empleados. El texto completo del proyecto de ley del 20 de noviembre (Ley de seguridad sanitaria) está disponible en línea.
William Kristol y su grupo político Project for the Republican Future lideraron una oposición prominente al plan Clinton, al que se le atribuye el mérito de haber orquestado la derrota del plan a través de una serie de ahora legendarios "memorandos de política" enviados por fax a los líderes republicanos.

Los efectos políticos a largo plazo de un proyecto de ley de salud exitoso... serán aún peores, mucho peores... Revivirá la reputación de los demócratas como generosos protectores de los intereses de la clase media. Y, al mismo tiempo, dará un duro golpe a los reclamos republicanos de defender a la clase media limitando al gobierno.

Los conservadores, los libertarios y la industria de los seguros médicos procedieron a hacer campaña en contra del plan, criticando que era demasiado burocrático y restrictivo de la elección del paciente. La conservadora Heritage Foundation argumentó que "la administración Clinton está imponiendo un sistema de mando y control de arriba hacia abajo de presupuestos globales y topes de primas, una Junta Nacional de Salud supervisora y un vasto sistema de alianzas regionales patrocinadas por el gobierno, junto con una panoplia de juntas asesoras, paneles y consejos, entrelazados con las operaciones ampliadas de las agencias del Departamento de Salud y Servicios Humanos y el Departamento de Trabajo, emitiendo innumerables reglas, regulaciones, pautas y estándares".
El esfuerzo también incluyó una amplia publicidad criticando el plan, incluido el famoso anuncio "Harry y Louise ", pagado por la Asociación de Seguros de Salud de Estados Unidos, que mostraba a una pareja de clase media desesperada por la compleja naturaleza burocrática del plan. Time, CBS News, CNN, The Wall Street Journal y The Christian Science Monitor publicaron historias que cuestionaban si realmente había una crisis de atención médica. Artículos de opinión fueron escritos en contra de ella, incluyendo una en The Washington Post por la profesora conservadora de la Universidad de Virginia, Martha Derthick, que dijo:

En muchos años de estudio de la política social estadounidense, nunca he leído un documento oficial que parezca tan impregnado de coerción e ingenuidad política... con sus drásticas recetas para controlar la conducta de los gobiernos estatales, empleadores, fabricantes de medicamentos, médicos, hospitales y la suya y la mía.

El senador demócrata Daniel Patrick Moynihan calificó su acuerdo de que "no hay crisis de atención médica" al afirmar que "hay una crisis de seguros", pero también indicó que "cualquiera que piense que [el plan de atención médica de Clinton] puede funcionar en el mundo real como está escrito actualmente no está viviendo en él".
Mientras tanto, en lugar de alinearse detrás de la propuesta original del presidente, otros demócratas ofrecieron una serie de planes propios en competencia. Algunos criticaron el plan desde la izquierda, prefiriendo un sistema de salud de pagador único.[cita requerida]

## Litigio
El papel de la primera dama en los procedimientos secretos del Grupo de Trabajo de Atención Médica también provocó un litigio en la Corte de Apelaciones de los Estados Unidos para el Circuito de D.C. en relación con la Ley del Comité Asesor Federal (FACA), que requiere apertura en el gobierno. La Casa Blanca de Clinton argumentó que la Cláusula de Recomendación del Artículo II de la Constitución de los Estados Unidos haría inconstitucional la aplicación de los requisitos de procedimiento de la FACA a su participación en las reuniones del Grupo de Trabajo. Algunos expertos constitucionales argumentaron ante el tribunal que tal teoría legal no estaba respaldada por el texto, la historia o la estructura de la Constitución. Al final, Hillary Clinton ganó el litigio en junio de 1993, cuando el Circuito de D.C. dictaminó estrechamente que la primera dama podría ser considerada una funcionaria del gobierno (y no un simple ciudadana privada) con el propósito de no tener que cumplir con los requisitos procesales de FACA.
También en febrero de 1993, la Asociación de Médicos y Cirujanos Estadounidenses, junto con varios otros grupos, presentó una demanda contra Hillary Clinton y Donna Shalala por reuniones a puerta cerrada relacionadas con el plan de atención médica. La AAPS demandó para obtener acceso a la lista de miembros del grupo de trabajo. En 1997, el juez Royce C. Lamberth falló a favor de los demandantes y otorgó $ 285,864 a la AAPS por costos legales; Lamberth también criticó duramente a la administración Clinton y al asistente de Clinton, Ira Magaziner, en su fallo. Posteriormente, en 1999, un tribunal federal de apelaciones anuló el laudo y las conclusiones iniciales sobre la base de que Magaziner y la administración no habían actuado de mala fe.

## Derrota
En agosto de 1994, el líder de la mayoría demócrata en el Senado, George J. Mitchell, presentó una propuesta de consenso que habría retrasado los requisitos de los empleadores hasta 2002 y eximido a las pequeñas empresas. Sin embargo, "incluso con el proyecto de ley de Mitchell, no había suficientes senadores demócratas detrás de una sola propuesta para aprobar un proyecto de ley, y mucho menos detener un obstruccionismo".
Unas semanas más tarde, Mitchell anunció que su plan de compromiso estaba muerto y que la reforma del sistema de salud tendría que esperar al menos hasta el próximo Congreso. La derrota fue vergonzosa para la administración, envalentonó a los republicanos y contribuyó a la idea de que Hillary Clinton era una "liberal defensora de un gobierno grande", como la criticaron los opositores conservadores.
Las elecciones de mitad de período de 1994 se convirtieron, en opinión de un observador de los medios de comunicación, en un "referéndum sobre el rol de un Estado grande: Hillary Clinton había lanzado un plan masivo de reforma de salud que terminó estrangulado por su propia burocracia". En esa elección de 1994, la revolución republicana, dirigida por Newt Gingrich, le dio al Partido Republicano el control tanto de la Cámara de Representantes como del Senado por primera vez desde el 83.er Congreso de 1953-1954, poniendo fin a las perspectivas de una reforma de la atención médica patrocinada por Clinton.
El Congreso no consideró ni promulgó seriamente una reforma integral de la atención médica en los Estados Unidos hasta la elección de Barack Obama en 2008.

## Controversia en retrospectiva y perspectiva
En 2004, como senadora estadounidense por Nueva York, Hillary Clinton argumentó en The New York Times que el sistema de atención médica actual es insostenible y ofreció varias soluciones. Su artículo también mencionó áreas de acuerdo con su antiguo oponente Newt Gingrich, y de la misma manera, Gingrich ha expresado su acuerdo con Clinton en algunos aspectos de la atención médica, incluido un proyecto de ley para modernizar el mantenimiento de registros médicos. 
En 2005, refiriéndose a sus esfuerzos anteriores en la reforma del sistema de salud, dijo: "Aprendí algunas lecciones valiosas sobre el proceso legislativo, la importancia de la cooperación bipartidista y la sabiduría de dar pequeños pasos para hacer un gran trabajo". Nuevamente en 2007, reflexionó sobre su papel en 1993–1994: "Creo que tanto el proceso como el plan tuvo fallas. Estábamos tratando de hacer algo que era muy difícil de hacer y cometimos muchos errores".
Clinton recibió cientos de miles de dólares en contribuciones de campaña de médicos, hospitales, compañías farmacéuticas y compañías de seguros para su reelección en el Senado en 2006, incluidas varias compañías de seguros que eran miembros de la Asociación de Seguros de Salud de América que ayudaron a derrotar el Plan de Salud Clinton en 1994.  Charles N. Kahn III, un republicano que fue vicepresidente ejecutivo de la Asociación de Seguros de Salud en 1993 y 1994, se refiere a sus anteriores batallas con Clinton como "historia antigua", y dice que "ella tiene un gran conocimiento sobre la atención médica y se ha convertido en una líder parlamentaria sobre el tema ". 
Hasta la Ley de Atención Médica Asequible para Estados Unidos, una combinación de factores mantenía la atención médica fuera de la agenda. Por ejemplo, los políticos no estaban ansiosos por enfrentar las fuerzas que frustraron con éxito el esfuerzo de Clinton, las organizaciones de mantenimiento de la salud pudieron limitar los aumentos de costos hasta cierto punto, y una mayoría republicana conservadora en el Congreso o un presidente republicano conservador estaba en el poder o en el cargo.
El plan de salud de Clinton sigue siendo la propuesta nacional más destacada asociada con Hillary Clinton y puede haber influido en sus perspectivas en las elecciones presidenciales de 2008. Hay algunas similitudes entre el plan de Clinton y el plan de atención médica del republicano Mitt Romney, que se ha implementado en Massachusetts,  aunque Romney se ha distanciado de Clinton sobre el tema, en particular argumentando que su plan requiere más control a nivel estatal y del mercado privado, no del gobierno federal.
En septiembre de 2007, el exasesor principal de políticas de salud de la Administración Clinton, Paul Starr, publicó un artículo, "La mitología de Hillarycare",  y escribió que Bill, no Hillary Clinton, fue la fuerza impulsora detrás del plan en todas las etapas de su origen. y desarrollo; el grupo de trabajo encabezado por ella rápidamente se volvió inútil y no fue la fuerza principal detrás de la formulación de la política propuesta; y "[no] sólo la ficción de alguna responsabilidad personal de Hillary por el plan de salud no protegió al presidente en ese momento, ahora también ha vuelto para perseguirla en su propia búsqueda de la presidencia".